# Rectoeponidinae
Rectoeponidinae es una subfamilia de foraminíferos bentónicos de la familia Eponididae, de la Superfamilia Discorboidea, del suborden Rotaliina y del orden Rotaliida. Su rango cronoestratigráfico abarca desde el Paleoceno hasta el Eoceno.

## Clasificación
Rectoeponidinae incluye al siguiente género:
- Rectoeponides †